# شهادة التقني العالي
شهادة التقني العالي (بالفرنسية: BTS: Brevet de Technicien Supérieur) تشتهر بالعامية باسم بي تي إس هو دبلوم وطني للتعليم العالي في فرنسا. تأسست عام 1959.
تستغرق مدة الحصول على الشهادة حوالي سنتين يتخللها تدريب إجباري لمدة لا تقل عن أسبوعين (2) بالنسبة للسنة الأولى، وأربعة (4) أسابيع بالنسبة للسنة الثانية. بعد أن يحصل الطالب على الباكالوغيا من قسم كبير الفنيين (STS) أو قسم عام مثل العلوم والاقتصاد اعتمادًا على البرنامج. تتضمن الشهادة برامج تدريب على عدة فترات.

## أهداف
تهدف هذه الشهادة للمساھمة في خلق فرص جدیدة أمام التلامیذ الحاصلین على شھادة البكالوریا الراغبین في الاندماج في سوق الشغل بعد تكوینات قصیرة المدة. وإعداد أطر ذات مؤھلات علمیة وتكنولوجیة ومھنیة في مختلف مجالات الاقتصاد الوطني التي تشكو من نقص في الموارد البشریة المؤھلة.

## شروط الترشیح
یشترط في المترشح الحصول على شھادة البكالوریا أو شھادة معادلة لھا في أحد التخصصات المناسبة للتكوین والمحددة في الجدول أسفله، وألا یتجاوز سن المترشح 23 سنة. تختار المؤسسات المتقدمين وفقًا لترتيب الاختبارات والسجلات الأكاديمية للمرشحين. تؤخذ في الاعتبار الدرجات من آخر عامين من سجلات التدريب في المدرسة الثانوية، بالإضافة إلى تقييمات المعلمين.

## المسارات التعليمية
يُمكن للطلاب الحصول على شهادة التقني العالي من خلال أكثر من مسار:
- من خلال التعليم الرسمي في مدرسة عامة أو خاصة لمدة عامين بعد الحصول على شهادة البكالوريا.
- من خلال فترات متناوبة من التدريب في أحد مراكز التدريبي والتوظيف، أو من خلال التعليم المستمر مع التدريب في المجال مع إمكانية التحقق من صحة الخبرة المكتسبة في كل أو جزء من مجال التدريب بامتحان الدرجة، ويتطلب هذا المسار الحصول على ثلاث سنوات من الخبرة المهنية على مستوى الدبلوم.
- من خلال التعليم عن بعد عن طريق مراسلة أحد مراكز ومؤسسات التدريب كالمركز الوطني للتعليم عن بعد، أو المدرسة المنزلية.

تتشابه مؤسسات التدريب المهني عادةً مع المدارس الثانوية من حيث عدد القاعات والأماكن المخصصة للعروض التعليمية، وعدد الطلاب في الفصل، ومتوسط العبء الدراسي. يمكن أن تكون المدارس التي تقدم التدريب المهني مؤسسات خاصة أو عامة. تختار كل مدرسة برامج الشهادات المحددة التي تقدمها.
يتيح التعلم عن بعد للطلاب الاستعداد لامتحان شهادة الدبلوم التقني العالي عن بعد لاجتياز الامتحان، ويُعد هذا النوع من التدريب مناسب بشكل خاص في سياق التعليم المهني المستمر، لأن الأشخاص الذين يعملون يمكنهم الدراسة في المساء أو في عطلات نهاية الأسبوع. يجب على الطلاب تقديم المهام التي يشير إليها المعلمون على أنها مسجلة ومصححة، ثم يجتازون الامتحان مع طلاب النظاميين. يتطلب التعليم عن بعد من الطالب أن يتحلى بالاستقلالية والاجتهاد الشخصي، غير أن بعض المؤسسات تقدم جلسات جماعية للمراجعة والتحضير للمقابلات الشفوية. وتشمل المؤسسات التي تُتيح الحصول على شهادة الدبلوم التقني العالي من خلال التعليم عن بعد المركز الوطني للتعليم عن بعد ومجموعة المدرسة العليا للزراعة في أنجيه.

## مجالات الدراسة
هناك ما يزيد عن مائة برنامج متخصص في التجارة والصناعة والزراعة يمكن الحصول من خلالها على شهادة التقني العالي منها على سبيل المثال شهادة فني الزراعة العالي. تُتاح للدارسين بعض خيارات الدراسة التخصصية في السنة الثانية من الدبلوم التقني العالي في تخصصات مثل الفندقة، والحوسبة التجارية. يمكن للطلاب الوصول إلى برامج الدبلوم الفني العالي في المراكز الإقليمية للجامعات والمدارس،  ويمكن أن تشمل المنح الدراسية توفير السكن والوجبات للطلاب. وبعد الحصول على شهادة الدبلوم التقني العالي، يقوم بعض الطلاب بالتخصص في السنة الثالثة وهو ما يعادل الترخيص (درجة جامعية)، ويمكن لبعض خريجي الدبلوم التقني العالي الالتحاق بكليات الهندسة ومدارس الأعمال وفصول التحضير الجامعي للحصول على دبلومة في المحاسبة والإدارة ودبلومة المعهد المهني. عادة ما يتم تشجيع الطلاب من حاملي شهادات الدبلوم التقني العالي على مواصلة دراستهم للحصول على ترخيص مهني أو الحصول على شهادة فني أعلى.

## وصلات خارجية
- موقع التسجيل نسخة محفوظة 29 مايو 2015 على موقع واي باك مشين.